# Nikolaj Groth Christensen
Nikolaj Groth Christensen (født 3. maj 1994) er en dansk skuespiller. 
Han fik sin debut på skærmen i 2009 i DR-serien Mille, men det var i 2012 at han fik sin første store rolle i TV2-serien Rita, som Ritas yngste søn, Jeppe. En rolle han har haft i alle fem sæsoner af serien. Siden da har han medvirket i Fasandræberne og En to tre nu, hvor han spillede hovedrollen.
Han blev i 2012 nomineret til en Golden Nymph i kategorien "Outstanding Actor in a Drama Series". I 2013 modtog han også en Robert-nominering i kategorien "Årets mandlige birolle – tv-serie".
Begge nomineringer var for hans præstation i Rita.

## Filmografi

### Film
| År   | Title         | Role   | Noter    |
| ---- | ------------- | ------ | -------- |
| 2014 | Fasandræberne | Thomas |          |
| 2016 | En to tre nu  | Jeppe  |          |
| 2017 | Mens vi lever | Tobias |          |
| 2019 | Himmelknald   | Jonas  | Kortfilm |

### Tv-serier
| År        | Title    | Role         | Noter                     |
| --------- | -------- | ------------ | ------------------------- |
| 2009      | Mille    | Bølle #3     | 4 episoder                |
| 2012-2020 | Rita     | Jeppe Madsen |                           |
| 2019      | The Rain | Asger        | Episode; "Bliv i kontrol" |
| 2021      | Rainbow  | Tobias       |                           |

## Priser
| Pris          | År   | Kategori                            | Production | Resultat  |
| ------------- | ---- | ----------------------------------- | ---------- | --------- |
| Golden Nymph  | 2012 | Outstanding Actor in a Drama Series | Rita       | Nomineret |
| Robert prisen | 2013 | Årets mandlige birolle – tv-serie   | Rita       | Nomineret |